# Apatija
Apatija (grč. apatheia, neosjetljivost) psihičko je stanje bezvoljnosti, potištenosti, ravnodušnosti, gubitka čuvstvenosti i afekta. To je narušeno i za pacijenta vrlo neugodno stanje kod kojega vanjski događaji ne pobuđuju optimalno subjektivno doživljavanje. Javlja se kod duševne zaostalosti, melankolije, depresije, shizofrenije. Apatija je usko vezana uz anhedoniju, avoliciju i asocijalnost, neurološke poremećaje vezane uz depresiju, PTSP i shizofreniju. 
Iako djeluju naizgled slično, apatija se razlikuje od pojma u stoičkoj filozofijii gdje su najviše dobro i najveća vrlina filozofa, ravnodušnost prema svemu što život donosi i suzdržavanje od svakoga suda o stvarima temelj nepomućena duševnog mira poznati pod pojmom ataraksija.